# ノーフォーク郡 (マサチューセッツ州)
ノーフォーク郡（英: Norfolk County）は、アメリカ合衆国マサチューセッツ州にある郡である。ボストンの南に位置している。人口は72万5981人（2020年）。郡庁所在地はデダム町であり、同郡で人口最大の都市はクインシー市である。
ノーフォーク郡の世帯当たり収入中央値は2011年で81,899米ドルであり、国内第32位、マサチューセッツ州では第1位の郡である。郡名はイングランドのノーフォークから採られており、「北側の支流」という意味である。コハセットとブルックラインの2つの町が郡外への飛び地になっている。

## 歴史
ノーフォーク郡は1793年3月26日に、ジョン・ハンコック州知事の署名によって成立した州法により設立された。町の大半は当初サフォーク郡に属していた。郡設立時にはドーチェスターやロクスベリーの町がノーフォーク郡に含まれていたが、ボストン市に併合され、サフォーク郡に戻った。ヒンガムとハルの町は当初ノーフォーク郡に含まれるようになっていたが、両町はサフォーク郡に留まることを請願し、1793年6月にノーフォーク郡への移管が撤回された。後の1803年にはどちらもプリマス郡に移管された。
ノーフォーク郡からは、ジョン・アダムズ、ジョン・クインシー・アダムズ、ジョン・F・ケネディ、ジョージ・H・W・ブッシュの4人のアメリカ合衆国大統領を輩出しており、「大統領の郡」という渾名がある。

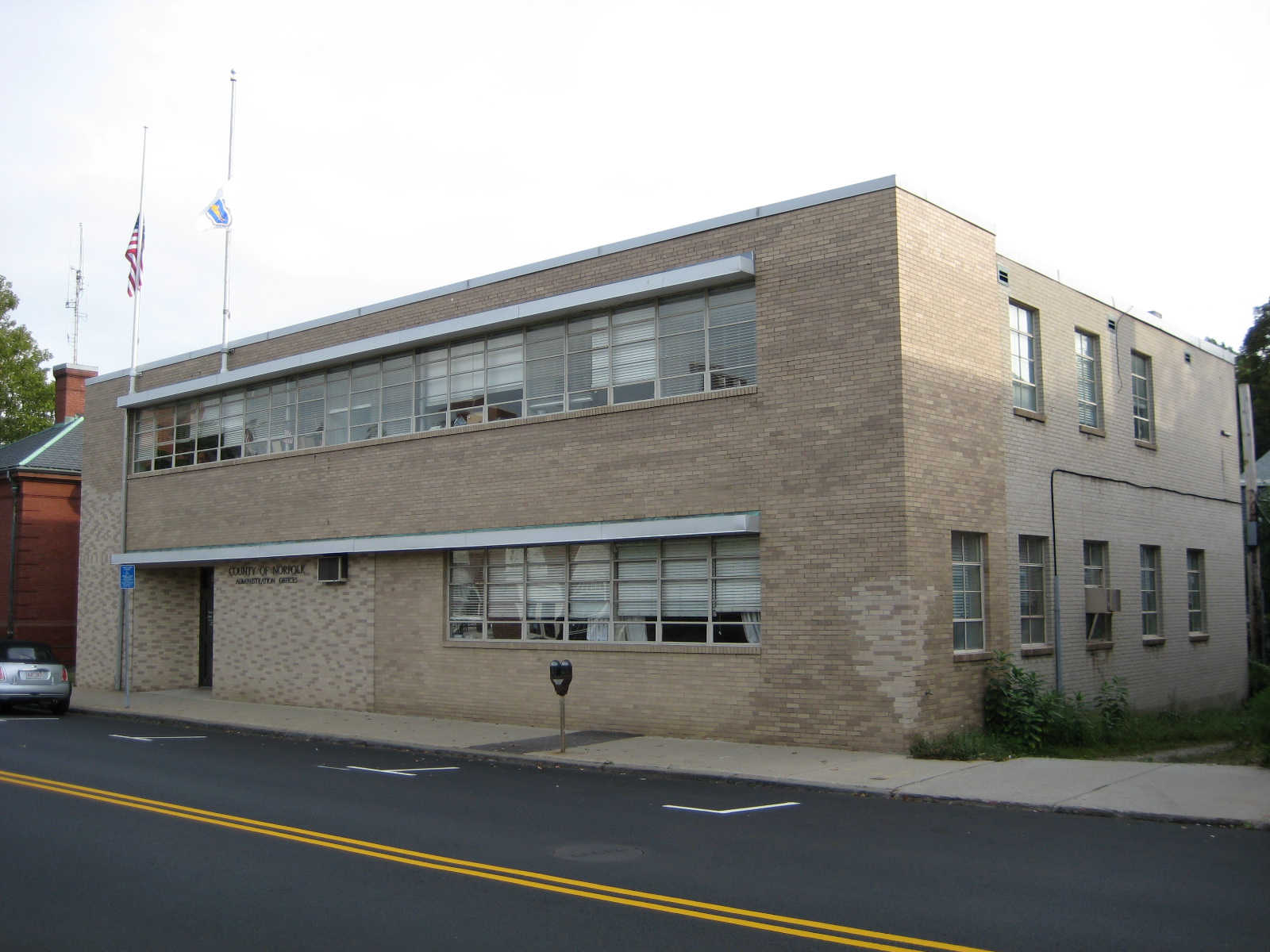
デダムにあるノーフォーク郡管理事務所、郡政委員会や財務官事務所を収める

## 地理
アメリカ合衆国国勢調査局に拠れば、郡域全面積は443.94平方マイル (1,149.8 km2)であり、このうち陸地399.58平方マイル (1,034.9 km2)、水域は44.35平方マイル (114.9 km2)で水域率は9.99%である。郡域は1つにまとまっていない。ブルックラインとコハセットの町は、間に水域あるいは他郡が入って、郡の主領域から飛び地になっている。郡が設立されたときに、ヒンガムとハルの町は郡に含まれたが、最終的にプリマス郡に加わり、そのためにコハセットが飛び地になった。プリマス郡にとっては内部の管轄外地である。1873年、ウェストロクスベリーの町がボストン市に併合され、ブルックラインの町はボストン市への併合を拒んだため、ブルックラインが飛び地になった。

### 隣接する郡
- ミドルセックス郡 - 北西
- サフォーク郡 - 北
- プリマス郡 - 南東
- ブリストル郡 - 南
- プロヴィデンス郡 (ロードアイランド州) - 南西
- ウースター郡 - 西

### 国立保護地域
- アダムズ国立歴史公園
- ボストンハーバー諸島国立レクリエーション地域（部分）
- フレデリック・ロー・オルムステッド国立歴史史跡
- ジョン・フィッツジェラルド・ケネディ国立歴史史跡

## 政治
| 年     | 民主党        | 共和党        |
| ------ | ------------- | ------------- |
| 2012年 | 57.4% 200,891 | 41.3% 144,654 |
| 2008年 | 58.2% 200,675 | 39.7% 136,841 |
| 2004年 | 60.2% 199,392 | 38.6% 127,763 |
| 2000年 | 59.4% 188,450 | 33.8% 107,033 |

| 民主党 | 159,956 | 35.28% |
| 共和党 | 53,556  | 11.81% |
| 無党派 | 237,810 | 52.45% |
| 少数党 | 2,054   | 0.45%  |
| 合計   | 453,376 | 100%   |

## 人口動態
以下は2000年国勢調査による人口統計データである。
| 基礎データ - 人口: 650,308 人 - 世帯数: 248,827 世帯 - 家族数: 165,967 家族 - 人口密度: 628人/km2（1,628人/mi2） - 住居数: 255,154 軒 - 住居密度: 247軒/km2（639軒/mi2） 人種別人口構成（2008年時点） - 白人: 89.02% - アフリカン・アメリカン: 3.18% - ネイティブ・アメリカン: 0.13% - アジア人: 5.50% - 太平洋諸島系: 0.02% - その他の人種: 0.78% - 混血: 1.37% - ヒスパニック・ラテン系: 1.84% 先祖による構成 - アイルランド系：28.6% - イタリア系：13.4% - イギリス系：7.7% - アメリカ人：5.0% 言語による構成 - 英語：85.7% - 中国語：2.3% - スペイン語：2.0% - フランス語：1.0% - イタリア語：1.0% | 年齢別人口構成 - 18歳未満: 23.4% - 18-24歳: 7.0% - 25-44歳: 31.6% - 45-64歳: 23.5% - 65歳以上: 14.4% - 年齢の中央値: 38歳 - 性比（女性100人あたり男性の人口） - 総人口: 91.4 - 18歳以上: 87.6 世帯と家族（対世帯数） - 18歳未満の子供がいる: 31.2% - 結婚・同居している夫婦: 54.2% - 未婚・離婚・死別女性が世帯主: 9.5% - 非家族世帯: 33.3% - 単身世帯: 26.8% - 65歳以上の老人1人暮らし: 10.8% - 平均構成人数 - 世帯: 2.54人 - 家族: 3.14人 収入と家計 - 収入の中央値 - 世帯: 63,432米ドル（2007年推計では77,294ドル） - 家族: 77,847米ドル（2007年推計では95,243ドル） - 性別 - 男性: 42,261米ドル - 女性: 30,516米ドル - 人口1人あたり収入: 22,983米ドル - 貧困線以下 - 対人口: 9.2% - 対家族数: 6.8% - 18歳未満: 11.3% - 65歳以上: 9.5% |

## 都市と町
| 市 - クインシー市 - ウェイマス市 - ブレインツリー市 - ランドルフ市 - フランクリン市 町 - デダム町 - 郡庁所在地 - ブルックライン町 - ニーダム町 - ウェルズリー町 | - ノーウッド町 - ミルトン町 - ストートン町 - カントン町 - フォックスボロ町 - エイボン町 - ベリンガム町 - コハセット町 - ドーバー町 - ホルブルック町 | - メドフィールド町 - ノーフォーク町 - メドウェイ町 - ミルズ町 - プレーンビル町 - シャロン町 - ウォルポール町 - ウェストウッド町 - レンサム町 |

注: 次の町は1793年にノーフォーク郡が設立された時は郡内にあったが、その後ボストン市（サフォーク郡）に吸収された。
- ウェストロクスベリー
- ロクスベリー
- ドーチェスター
- ハイドパーク
- ヒンガム
- ハル

2012年8月時点で、ヒンガムの第2区はノーフォーク第4地区に入っている。